# Pensament de l'Índia
La noció de pensament de l'Índia fa referència a les diverses escoles (en sànscrit: dàrxanes) i doctrines filosòfiques i espirituals (dharma) originàries del subcontinent indi, com l'hinduisme, el budisme, el jainisme, etc. Totes procedeixen del tronc comú que són els texts vèdics i, precisament, es classifiquen segons consideren els Vedes com a font principal de llurs estudis (són les escoles dites ortodoxes o àstika) i aquelles que no (heterodoxes o nàstika).
Tenint el mateix origen o estant vinculades entre si, totes aquestes filosofies tenen la noció subjacent comuna del dharma i també tracten d'explicar l'assoliment de l'alliberament espiritual de manera similar. Es van formalitzar principalment entre l'any 1000 aC fins a uns quants segles dC, amb comentaris i reformes contínues que arriben fins al segle xx.
La competència entre les diferents escoles va ser intensa durant els seus anys de formació, especialment entre els 800 aC i el 200 dC. Algunes filosofies, com la jainista, la budista, la xivaïta i l'Advaita Vedanta han sobreviscut, mentre que d'altres, com la samkhya i l'ajivika, han desaparegut.
Una característica d'aquestes escoles és que es pot pertànyer a l'una i estar d'acord amb les altres. Un exemple d'això últim és el jainisme, no vèdic, i les escoles vèdiques samkhya, que tenen idees semblants sobre el pluralisme; un exemple en serien la dvaita i les escoles advaita, que són vèdiques. Tanmateix, cada escola conté subtils diferències.
El terme sànscrit més o menys equivalent a 'filòsof' és dārśanika, 'el qui està familiaritzat amb les escoles de pensament' o dàrxanes.

## Temes comuns
El pensament indi parteix del supòsit que hi ha un ordre universal subjacent i unitari, que és omnipresent i omniscient. Tots els grans fenòmens com els observats en la natura, el destí, successos, etc., serien els resultats d'aquest ordre. La primera menció d'aquesta figura es fa al Rig Veda (entre el 1400 i el 1100 aC), que parla del braman o força creadora universal i transcendent. També es parla del concepte de ṛta, traduït per Gavin Flood com a 'justícia' o 'ordre còsmic i social'.
Així, els esforços de les diverses escoles es van concentrar en l'explicació d'aquest ordre, amb l'objectiu pràctic de comprendre com s'ha de conduir la vida. Els escriptors indis tenien el costum d'explicar, a l'inici de les obres filosòfiques, la utilitat dels seus estudis en relació amb el seu valor pràctic i aplicable (purusartha).

## Períodes i escoles
- Anterior al 1500 aC: el vedisme.
- 500 aC: jainisme, budisme, Bhagavad Gita, Manu Smriti.
- 300 aC: aparició de les dàrshanes ortodoxes.
- 200 dC: Nagarjuna i el sorgiment del budisme mahayana.
- 600 dC: Shankaracharya i aparició del vedanta.
- Posterior al 900 dC: desenvolupament d'altres escoles vèdiques: visishtadvaita, dvaita, etc.

La filosofia hindú clàssica pot agrupar-se en dues categories: les escoles "ortodoxes" (àstika) i les "heterodoxes" (nàstika), que no accepten l'autoritat dels Veda.

## Les escoles ortodoxes (àstika)
Moltes tradicions doctrinals índies es van codificar durant l'època medieval bramanica-sànscrita, i s'establí una llista estàndard de sis escoles (darsanes) ortodoxes (àstika), les "sis filosofies" (trist-darśana), que totes tenen el Veda com a font de referència fonamental:
- Nyaya, l'escola de la lògica.
- Vaisesika, l'escola atomista.
- Samkhya, l'escola de l'enumeració.
- Ioga, l'escola de Patanjali (que assumeix la metafísica de la samkhya).
- Mimamsa, la tradició vèdica de l'exegesi, amb un èmfasi especial en els rituals vèdics.
- Vedanta (també anomenada uttar mimamsa), en la tradició dels Upanixad, que fa èmfasi en la filosofia vèdica.

Aquestes s'agrupen, sovint, en tres grups per dues raons, històriques i conceptuals: nyaya-vaisesika, samkhya-ioga i mimamsa-vedanta.
Els sis sistemes esmentats no són els únics sistemes ortodoxos, sinó els principals, i hi ha altres escoles ortodoxes, com l'escola gramàtica.
L'escola del vedanta es divideix en sis subescoles: Advaita Vedanta (monisme/no-dualisme), visistadvaita (completament dins el monisme), dvaita (dualisme), dvaitadvaita (dualisme/no-dualisme), suddhadvaita i les escoles Achintya Bheda Abheda.

### Nyaya
L'escola de Nyaya (sànscrit: न्याय) de l'especulació filosòfica es basa en un text anomenat Nyaya Sutra. Estava composta per Gautama Aksapada (no confongueu amb Siddhartha Gautama, el fundador del budisme), al quart o cinquè segle aC. La important contribució d'aquesta escola és la seva metodologia. Es basa en un sistema de lògica que més tard va ser adoptat per la majoria de les altres escoles de l'Índia (ortodoxes o no).
Nyaya, però, no és merament una lògica del seu propi servei. Els seus seguidors creuen que l'obtenció de coneixement vàlid és l'única manera d'aconseguir l'alliberament del sofriment. Segons l'escola nyaya, hi ha quatre fonts de coneixement (pramana): la percepció, la inferència, la comparació i el testimoni. Tanmateix, els coneixements obtinguts amb aquests mètodes encara poden ser vàlids o no vàlids. En cert sentit, nyaya és probablement el que més s'aproxima a la filosofia occidental epistemològica.

### Vaisesika
El sistema vaisesika (sànscrit: वैशेषिक, vaiśeṣika), fundat pel savi Kanada, postula un pluralisme atòmic. Segons els preceptes d'aquesta escola de pensament, tots els objectes de l'univers físic, material de substàncies, són reductibles a un nombre d'àtoms (anu), amb excepció de les cinc substàncies intangibles: temps, espai, l'èter (akaix), l'esperit i l'ànima. Els àtoms que constitueixen les primeres matèries són àtoms de foc, terra, aire i aigua. El vaisesika creu que Déu va crear el món, no ex nihilo, sinó per l'organització de les substàncies existents, i que el funcionament dels àtoms es regeix per la voluntat de l'Ésser Suprem. Per tant, és una forma d'atomisme teista.
Encara que els sistemes vaisesika i nyaya es van desenvolupar de manera independent, a causa de les seves teories metafísiques estretament relacionades, tots dos han acabat per fusionar-se. En la seva forma clàssica, però, l'escola de nyaya difereix de la vaisesika en un punt crucial: on la primera accepta quatre fonts de coneixement vàlid, la segona únicament accepta la percepció i la inferència.

### Samkhya
Samkhya (sànscrit: सांख्य, samkhya), que és generalment considerat com el més antic dels sistemes filosòfics de l'Índia, va ser fundat al segle vii aC per Kapila, o 3 segles abans, d'acord amb A. Daniélou, la qual cosa indica que n'hi ha un resum en llengua tàmil, el Manimékhalaï (o diversos resums, ja que n'hi ha diverses versions). És històricament la primera descripció coneguda del model de l'univers, tant científica com transcendent. Quant a la seva filosofia, concep l'univers etern que consta de tres realitats: el principi de l'espai (akashi), el principi de la intel·ligència (purusha) i el principi de la natura (prakitri).
Aquest model ha estat prou ràpid a restringir-se en diverses versions, incloses les quatre principals religions de l'Índia antiga, l'hinduisme, el budisme, el jainisme i el xivaisme, que es mantenen com a monistes o dualistes segons les versions del model, mentre que hi afegeixen un aspecte religiós.
El purusha ('ànima') és la més conscient, estable i lliure de totes les qualitats. Són els silenciosos espectadors de la prakriti ('matèria' o 'natura'), que consta de tres disposicions: sattva, el principi de regularitat, de manteniment de l'evolució, rajas, el principi d'activitat i tamas o la virtut del principi de frenada, la passió i la ignorància. Quan la relació d'aquests es trenca, el món evoluciona cap a la seva fi. Aquesta interrupció es deu a la proximitat de purusha i prakriti. L'alliberament (kaivalya), aleshores, és fer realitat la diferència entre els dos principis.
En el Bhagavad Gita, la filosofia samkhya es converteix en un no-dualista veure Prakriti, la creació i les criatures, com l'extensió de materials Purusha Associat Déu, que passarà pels maies (o il·lusió que engendri un compromís). També prenem nota que Purusha i Prakriti són dos diferents tipus d'energia i mútuament Prakriti, la natura és femenina, Purusha, l'ànima és essencialment masculina. Aquesta distinció ha donat lloc a nombroses i complexes elaboracions filosòfiques que abunden en les ciències de la ioga. L'assoliment es pot fer només per si mateix l'alliberament de Prakriti, que porta a la foscor de la ignorància no s'ha de confondre amb Purusha.
Es tracta d'una filosofia dualista. Però hi ha diferències entre el Samkhya i les formes de dualisme occidental. A Occident, és la distinció fonamental entre cos i ment. En Samkhya, però, és en l'ànima (Purusha) i la matèria, i la segona incorpora el que els occidentals anomenen l'"esperit". Això significa que l'ànima com el Samkhya entendre és més transcendent que l'"esperit" bastant a prop del que els occidentals com escoltar la paraula "ànima". Això ho fa explícitament una filosofia religiosa.

### Ioga
El sistema del ioga és anònim, hi han participat moltes persones desenvolupant i perfeccionant la pràctica i la teoria, i ambdues s'han transmès oralment durant segles. Patanjali és considerat el presumpte compilador del Ioga sutra, una de les sis dàrsanes o escoles de coneixement principals de la filosofia hindú. La diferència més significativa és que l'escola de ioga inclou no només el concepte d'Ishvara (Déu o personal) a la seva visió metafísica del món, que la Samkhya no, sinó també Ishvara confirma com un dels models en els quals meditar. L'objectiu de l'ensenyament de ioga és aconseguir l'alliberament dels envasos que causen patiment. El seguidor de ioga s'anomena iogui.

#### Hatha Ioga
Postura sobre el cap.
El sistema de ioga es basa en un conjunt d'exercicis que té com a objectiu augmentar gradualment el control físic i mental de si mateix, fins a l'alliberament d'una major consciència, es pot distingir entre el Purusha i Prakriti. El iogui assoleix l'alliberament i s'adona de la seva veritable natura. El ioga que es coneix a Occident és un derivat refinat i, sovint, el seu contingut espiritual. Hatha Ioga tantra pres per desenvolupar el concepte de l'energia prana cos diu que opera a través dels òrgans intangibles anomenats Chakra. Aquests set cossos porten a la captura de prana (o energia), expressada en cadascun dels kundalini (energia interna). Es diuen: muladhara (en l'anus, el seu element és la terra), svâdishtana (en els genitals, el seu element és l'aigua), manipûraka (en l'estómac, el seu element és foc), Anahata (en el fons, el seu element és el vent), vishuddha (a la gola, el seu element és l'èter o el buit), Ajna (entre els ulls, l'element és el pensament) i Sahasrara (per sobre del crani, que correspon a la posada en llibertat). En cas que la pràctica és en essència:
- Per a la pràctica de la postura i el pranayama, podem parlar d'Hatha Ioga.
- Per a la circulació del prana a través del sushumna nadi, la posada en marxa dels chakres, es pot parlar del Kundalini Ioga.

#### Bhakti Ioga
Devoció floral
El Bhakti Ioga és la devoció i el culte d'adoració d'un Déu amorós personals - el Bhakti - forma part de la majoria de les tradicions religioses. En l'hinduisme, també, trobem des del principi. Entre les primeres escoles per advocar, va trobar que de Vira-Shaiva, al segle xiii. El seu fundador, basava (1125-1167), rebutja el sistema de castes que nega la supremacia dels bramans, condemna els sacrificis ritual, accepta en la seva escola a les dones i va insistir en Bhakti i l'adoració d'un déu Siva. Els seus alumnes anomenats shaivas viral, el que significa "els devots de Xiva."
Tanmateix, més enllà de les escoles i moviments, el desenvolupament de Bhakti com una important forma de la pràctica hindú ha deixat una marca indeleble en la fe. Especulativa filosofia ha estat sempre la preocupació d'una minoria a l'Índia com en altres llocs. La pràctica de Bhakti, però, és immediatament accessible a tots. Si no elimina la pitjor part del sistema de castes, almenys la gent dona un respir temporal.

### Purves Mimamsa

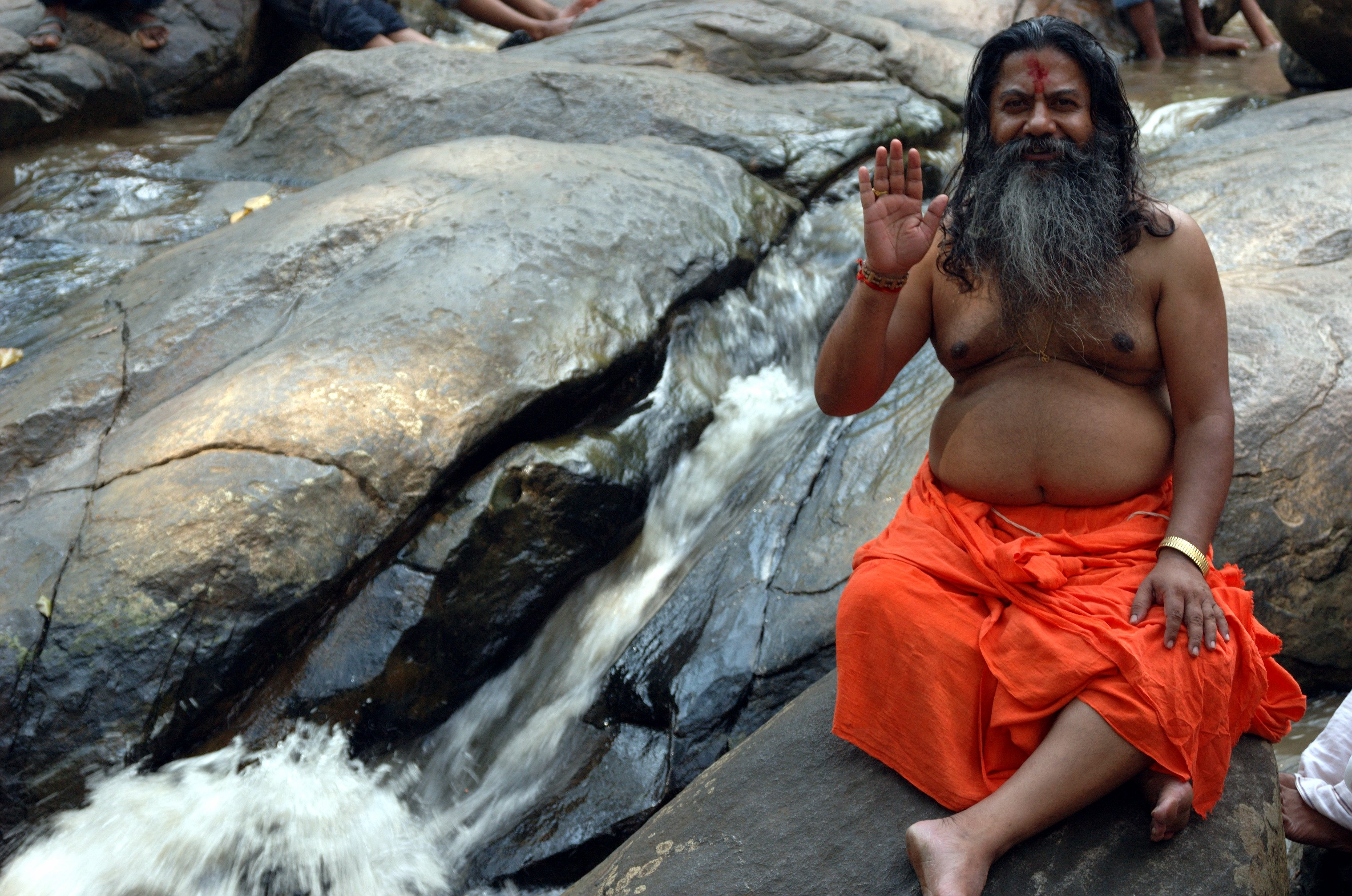
Sadhu a Vashista Ashram

L'objectiu principal de l'escola Purves Mimamsa (sànscrit मीमांसा, Mimamsa) era establir l'autoritat dels Vedas. En conseqüència, la contribució més important d'aquesta escola a l'antiga cerca a hinduisme va ser la seva formulació de les normes d'interpretació dels Vedas. Els seus seguidors creien que la revelació anava a ser demostrada pel raonament, i no ha de ser acceptat a cegues com un dogma. En consonància amb aquesta creença, que va destacar la importància de dharma, que s'entén com el resultat dels rituals Vedic. El Purves Mimamsa accepten la lògica i les ensenyances filosòfiques d'altres escoles, però consideren que han pagat una atenció insuficient a l'acció correcta. Ells creuen que altres escoles de pensament, si aconsegueixen el Mordovià Moksha (la qüestió, el que equival al nirvana budista) com l'objectiu final, no estàn completament lliures del desig i l'egoisme. Segons el-Purves Mimamsa, la desesperada recerca de l'alliberament es deu a un egoista desig de ser lliure. Només l'actuació de conformitat amb els requisits dels Vedas poden assolir la salvació (en lloc d'alliberament). Encara que el Purves Mimamsa-no gaire beca avui, la seva influència es deixa sentir en la vida de la pràctica hindú. Tots els hindús rituals, cerimònies religioses i són influïts per ella.

### El Vedanta
Uttar Mimamsa l'escola (de recerca), generalment conegut com a Vedanta se centra en les ensenyances filosòfiques dels Upanixad més que en els manaments rituals dels bramans. Hi ha més d'un centenar d'Upanixads que no formen un sistema unificat. La seva sistematització va ser realitzada per Badarayana en un recull anomenat Brahma Sutras.
En ser textos escrits amb aforismes el Vedanta deixa la porta oberta per a una multitud d'interpretacions. Això va donar lloc a una proliferació d'escoles de Vedanta que van interpretar els textos i van produir la seva pròpia sèrie de subcomentaris afirmant que són lleials al text original.

#### Advaita Vedanta
L'Advaita Vedanta és probablement la més famosa de les escoles Vedanta. Advaita significa literalment "no dues". La seva primera gran unificació la va realitzar l'Adi Xankara (788-820). Seguint els passos d'alguns dels professors dels Upanishads, i sobretot els del seu propi professor Gaudapada, Xankara explica la doctrina d'Advaita - una realitat no-dual.
Mitjançant l'anàlisi dels tres estats de consciència, l'estat de vigília, somni i somni profund, mostra el caràcter relatiu del món i estableix la veritat Advaita: la no-dualitat de la realitat en la qual l'atman (l'ànima individual) i el Braman (l'última realitat) són un.
L'Esperit Suprem i Brama és l'única realitat i tot el món. Braman diferents, incloent a Déu, l'univers, els objectes materials i les persones no són vertaderes. Quan l'home tracta de saber Braman sense atributs, amb la seva ment (la ment), sota la influència de maya (il·lusori poder de Braman que fa que el Braman com va esdevenir el món material i per separat), Braman es converteix en Déu (el Déu). El Braman és Déu a través de maya. Quan s'elimina maya, en última instància, no hi ha cap diferència entre el Jiva i Braman-atman. Tot és un, aquí el perquè aquesta escola es diu no-dualista.
Les seves teories són controvertides des del principi i alguns dels seus contemporanis els van acusar d'ensenyar el budisme al mateix temps que pretenies ser hindús. Però la filosofia Advaita és, sens dubte, la més profunda i influent de l'Índia.
El lloc Vedantins discutit la realitat de Braman és si saguna (amb atributs) o nirguna (sense atributs). La creença en el concepte de Saguna Brahma ha causat la proliferació d'actituds de devoció i ajudar a difondre el culte de Vixnu i Xiva.

#### Vedanta Visistadvaita
Ramanuja (1040-1137) fundador de l'escola filosòfica de Vedanta Visistadvaita és el primer proponent del concepte de Saguna Brahma. S'ensenya que la realitat última té tres aspectes: Ixvara (Vixnu), cit (ànima) i ACIT (materials). Vixnu és l'únic independent de la realitat, mentre que les ànimes i la matèria depenen de Déu per la seva existència. A causa d'aquest concepte de la qualificació final real, el sistema de Ramanuja es coneix com a no-dualista.

#### Dvaita Vedanta
Igual que Ramanuja, Madhva (1199-1278) va identificar amb Déu Vixnu, però la seva visió de la realitat és purament individual i, per tant, Dvaita (dol) Vedanta. Segons Madhva, hi ha cinc tipus de separació:
1. Déu i el món,
2. Déu i l'ànima individual,
3. Les diferents ànimes,
4. Les ànimes i la matèria,
5. Les diferents parts del material.

## Escoles heterodoxes (nàstika)
Les escoles que no accepten l'autoritat dels Veda són definides pels bramans com a sistemes poc ortodoxos (nàstika).

### Jainisme
El jainisme es formalitzà al voltant del 550 aC, a la regió actual del nord de Bihar, a l'Índia, després que Mahavira sintetitzés principis filosòfics i establís diverses orientacions. Aquest període va marcar un renaixement ideològic, en què la dominació patriarcal vèdica va ser impugnada per diversos grups. El budisme també va aparèixer durant aquest període.
Els jainistes creuen, però, que la filosofia jainista, de fet, va ser reviscut per Mahavira, als que consideren com el 24è i darrer Jain Tirthankars (vident il·lustrat), una línia que s'estén des de temps immemorials. El 23è vident, Parsva, hauria existit al voltant del 900 aC.
El jainisme no pot formar part de la religió vèdica (l'hinduisme), tot i que hi ha ambigüitat constitucional sobre el seu estat. Els tirthankars jainistes apareixen esmentats només als Vedas i a les epopeies hindús. Durant el període vedàntic, l'Índia tenia dos grans corrents de pensament filosòfic: 
- Per una banda, les escoles filosòfiques Shramana, representades pel budisme i el Jainisme, i les ja extintes Ajinkya i Samkhya,
- Per l'altra, les escoles brahmànica, vedàntica, purànica, representades pel Vedanta, Vaishnava i altres moviments. Ambdós corrents se sap que s'han influït mútuament.[10]

L'erudit hindú, Tilak Lokmanya acreditat amb el Jainisme que influeixen en l'hinduisme en l'esfera de la cessació de sacrifici d'animals en els rituals Vedic. Bal Gangadhar Tilak Jainisme ha descrit com l'iniciador d'Ahimsa i va escriure en una carta impresa a Bombai Samachar, Bombai: 10 de desembre de 1904: "En temps antics, nombrosos animals van ser massacrats en sacrificis. Evidència en suport d'aquesta es troba en diverses composicions poètiques, com la Meghaduta. No obstant això, el crèdit de la desaparició d'aquesta terrible massacre de la religió va a Brahminical Jainisme ".
Swami Vivekananda, també considera el jainisme com una de les forces que influeixen en la cultura índia.
Un Jain és un seguidor de Jinas, espiritual "vencedors" (Jina és en sànscrit 'vencedor'), éssers humans que han redescobert el dharma, plenament alliberat i va ensenyar el camí espiritual per al benefici dels éssers. Els Jains segueixen els ensenyaments de 24 especials Jinas que es coneix com a Tirthankars ('ford-construcció). El 24 i el més recent Tirthankar, Senyor Mahavira, va viure el XVI segle aC, que va ser un període de revolució cultural a tot el món. Sòcrates va néixer a Grècia, Zoroastrià a Pèrsia, Lao-Tse i Confuci a la Xina i Mahavira i Buda a l'Índia. El 23 de Thirthankar Jains, Senyor Parsvanatha es reconeix ara com una persona històrica, va viure durant el 872 fins al 772 aC. La tradició jainista és unànime en considerar a Rishabha, com el primer Tirthankar.
Una de les principals característiques de les creences Jain és l'èmfasi en les conseqüències immediates d'un desenvolupament físic i mental de comportament [15]. Perquè creiem que tot està viu en algun sentit amb molts éssers vius que posseeixen una ànima, tenir compte i prendre consciència és necessari per al seu negoci en el món. El Jainisme és una tradició religiosa en la qual tota la vida es considera digna de respecte i posa l'accent en l'ensenyament d'aquesta Jain la igualtat de tota la vida defensant el no danyar fins i tot la més petita de les criatures.
La no-violència (Ahimsa) és la base del dret d'opinió, l'estat de dret i el nucli de coneixements de dret en conducta al Jainisme.
El Jainisme encoratja la independència espiritual (en el sentit de confiar en el cultiu personal de la saviesa) i l'autocontrol (व्रत, vratae), que es considera vital per al seu desenvolupament espiritual. L'objectiu, igual que amb altres religions índies, que és Mordovià Moksha al Jainisme és la realització de la veritable naturalesa de l'ànima, una de les condicions de l'omniscient (Kevala Jnane). Anekantavada és un dels principis del Jainisme postular que la realitat es percep diferent des de diferents punts de vista, i que cap punt de vista és totalment cert. La doctrina Jain afirma que només Kevalis, aquells que tenen coneixement infinit, poden saber la veritable resposta, i que tots els altres només coneixem una part de la resposta. Anekantavada està relacionada amb la doctrina filosòfica occidental de subjectivisme.

### La filosofia budista
La filosofia budista és un sistema de creences sobre la base de les ensenyances de Siddhartha Gautama, un príncep indi més tard conegut com a Buda.
Des dels seus inicis, el budisme ha tingut un fort component filosòfic. El budisme es basa en el rebuig de certs conceptes filosòfics ortodoxos hindús. El Budisme critica tots els conceptes metafísics de ser i no ser vistos com a enganyosos a causa de la reïficació, i aquesta crítica és inseparable de la fundació del budisme.
El budisme comparteix molts punts de vista filosòfics amb altres sistemes de l'Índia, com la creença en el karma, una causa-efecte entre tot el que s'ha fet i tot el que es farà. Els esdeveniments que es produeixen són per ser el resultat directe dels esdeveniments anteriors. No obstant això, una diferència important és el rebuig d'un budista permanent a l'ànima autoexistent (ATMAN). Aquesta opinió és un element central en el pensament hindú, però és rebutjada per tots els budistes.

### Carvaka
L'escola carvaka (o lokaiata) va ser un corrent materialista, ateu i hedonista basat en els ensenyaments d'un personatge llegendari que duia el mateix nom. Va agafar importància cap al segle vii aC i va perdurar fins al segle xvi. No només refutava l'autoritat dels vedes, sinó també la transcendència i la causalitat, afirmant que només existeix allò que es pot percebre amb els sentits. Dels quatre objectius de la vida descrits pels filòsofs hindús, considerava únicament com a legítims l'artha (enriquiment) i el kama (la satisfacció de les passions), rebutjant els conceptes de dharma (el deure de participar en l'equilibri del món) i de mokxa (l'alliberament final de l'ànima individual).

## Filosofia moderna
La filosofia índia moderna es va formar durant el període britànic (1750 - 1947). Swami Vivekananda, Rabindranath Tagore, Sri Aurobindo, Swami Anandkumar, Ramana Maharshi i Sarvepalli Radhakrishnan interpreten la filosofia tradicional de l'Índia. Acharya Rajnish, també conegut com a Osho i Jiddu Krishnamurti són filòsofs rebels que van negar totes les escoles tradicionals, fent una síntesi de les escoles orientals i occidentals. Nilaabh Bhowmick és un dels pocs filòsofs destacats del segle xxi.

### Filosofia política
L'Arthashastra, atribuït al Chanakya, ministre de l'Imperi Màuria, és un dels primers textos de l'Índia dedicat a la filosofia política. És del segle iv aC i discuteix les idees d'estat i política econòmica. L'Arthashastra planteja la teoria que hi ha quatre camps de coneixement necessaris: els Vedas, l'Anviksiki (filosofia de Samkhya, Ioga i Lokayata), la ciència del govern i la ciència de l'economia (agricultura, el bestiar i el comerç), i d'aquests quatre es deriven tots els altres coneixements, riquesa i prosperitat humana.
La filosofia política més estretament associada amb l'Índia és el d'ahimsa (no-violència) i Satyagraha, popularitzada per Mahatma Gandhi durant la lluita per la independència índia. Va ser influït per la filosofia del Dharma (en particular, el Bhagavat Gita) i Jesucrist, i per autors com Lleó Tolstoi, Henry David Thoreau i John Ruskin. [17]. Va influir als moviments per la independència i els drets civils, especialment els de Nelson Mandela i Martin Luther King.

## Comparació amb el pensament occidental
Quan es posa en dubte la pertinència de la denominació de la filosofia (i Astika nastika) en comptes de la metafísica o la religió, ha d'allunyar-se de la seva forma habitual de pensar. Estem aquí amb dos sistemes de visió del món separats per una cara: les religions del Llibre, el judaisme, el cristianisme i l'islam, i l'altre enfocament de la filosofia índia, seria enganyós jutjar un sistema segons els criteris de l'altre.
En les religions d'Abraham, en essència, la relació de l'home amb el món es defineix per la presentació o lliurament a Déu, un Déu que envia el seu missatge a les seves criatures a través de molts profetes i per mitjà d'un àngel (l'àngel de Déu), indiscutible i exclusiu missatge a qualsevol altre.
Astika en filosofia, que reconeix les Sagrades Escriptures, la relació de l'home amb el món es posa de manifest en el pensament i no realitzats per éssers anomenats Rishis. Si complex o si són atractius, aquests punts de vista continuen sent els annexos, però en comparació amb l'última realització de l'autoavaluació (ATMAN) o simplement el fet de veure el que hi ha en cada moment. Tanmateix, l'adhesió a aquesta visió permet als seguidors a tenir una representació de l'inefable progrés intel·lectual del seu guru, sabent que la representació no és factible. Aquestes visions poden o no requereixen l'existència de déu (s). Filosofies com Astika nastika poden considerar l'existència de déu (s) com un instrument en el curs de la vida de les criatures que habiten el món gruixuda o subtil. Fins i tot poden considerar, com en el cas del budisme, la situació dels déus com molt pròximes a les de les altres criatures del món en la mesura que són propensos a la mort o a l'evanescència.
Els conceptes i la presentació del dogma - consubstancial a les "religions del Llibre" - són alienes a aquestes filosofies, que se substitueix pel concepte de veritable coneixement del món com a resultat de l'expressió "Què és o es tracta (Asi Tvam Tat), que revela un coneixement propi de la ignorància, la il·lusió, el maia". Hi ha una percepció del món basada en el moment present i no en l'acceptació d'un dogma, un amic que passa per la realització de les Autodefenses, per l'amor de Déu, dos carrils que també són incompatibles. Per la mateixa raó, aquestes filosofies d'oferir una visió de l'home més lliure que la de la criatura de les "religions del Llibre", com un home víctima d'una ignorància de la qual és possible desprendre's. Aquesta visió ofereix a l'home l'esdeveniment, no és una criatura més baixa que l'ésser diví, sinó més aviat per adonar-se que n'és part integrant. Perdut en la profusió de produccions de la seva ment, l'home viu al marge de la realitat com en els somnis, la qual és la ignorància de la veritable naturalesa de les coses d'acord amb aquesta filosofia. Aquesta il·lusió, maia, fa cas omís d'ell, i després d'impugnar profundament les seves conviccions sobre el que es necessita pel cas, llavors potser el vel de la il·lusió és punyent, mostrant fins i tot l'últim en aquest món (vegeu Sadhu).
Aquestes absències del dogmatisme i el concepte de profètica subordinada a la recerca d'una veritable autonomia explica la gran tolerància religiosa en el món indi, almenys fins a l'arribada de la invasió de l'Islam. També inclouen la càlida acollida que s'ha beneficiat de la comunitat fugen d'analitzar Pèrsia, la comunitat jueva de Cochin o de les conversions dels primers cristians del segle. Finalment, s'entenen els intents de sincretisme que el món ha conegut a l'Índia, igual que Kabir, la sorprenent Din-i-Ilahi de l'emperador Mogol Akbar o l'aparició de Sikhisme, que ha esdevingut un guerrer i es va oposar fermament a L'Islam, com a resultat de la violenta persecució que ha patit d'Aurangzeb.
Les filosofies Astikes, sobre els que reconeixen l'autoritat dels Vedas, es poden localitzar les més antigues en el segle vii aC, però hem vist una versió en sànscrit al voltant de l'any 200. Els principals sistemes de filosofia índia són sis i es poden agrupar en parelles d'acord amb les seves afinitats: Vaisheshika i Nyaya, Samkhya i ioga,-Purves Mimamsa i Vedanta.
A més del seu treball sobre la idea del sagrat, Rudolf Otto va escriure un estudi comparatiu entre Adi Shankara i Mestre Eckhart. Arthur Schopenhauer va escriure que els Upanishad han estat la seva lectura preferida per a la vida i més enllà. Aquests textos indis han tingut una gran influència en el filòsof alemany. Diverses doctrines que defineixen els Upanishad, com ara les de Déu (brahmavada), ànima (atmavada), transmigració (karmavada), il·lusió (mayavada) i salvació (mokshavada) van influenciar filòsofs romanesos. Lucian Blaga va ser influenciat per Adi Shankara. El filòsof romanès va escriure que hi ha dos tipus de coneixement: superior (paravidya, segons Shankara) i inferior (aparavidya, segons Shankara). El primer és el coneixement de Déu com nirguna Brahman (Déu sense atributs), mentre que el segon és el coneixement de Déu com saguna Brahman (Déu amb atributs). Citant diversos autors europeus, Lucian Blaga va subratllar que Adi Shankara «és el millor metafísic de tots els temps». Lucian Blaga també va ser influenciat per la filosofia budista. El budisme no s'entén com pessimista. El concepte de sofriment prové ni del pessimisme, ni del nihilisme, sinó del realisme. Mircea Eliade va ser influenciat per la filosofia de l'Índia en els seus conceptes de la religió com una experiència del sagrat i de l'home com «homo religiosus», així com les seves teories sobre el sagrat i la hierofania. Ha publicat diversos articles sobre els Upanishad en la seva joventut i més tard quatre llibres en francès sobre el ioga.